# Đuro Ferić
Đuro Ferić (* 5. Juni 1739 in Dubrovnik; † 13. März 1820 ebenda) war ein Dichter und Jesuit.

## Leben
Đuro Ferić gehört zu den sogenannten „kroatischen Latinisten“ und hinterließ ein umfangreiches Werk. Zu Lebzeiten war er auch außerhalb seiner Heimat bekannt und geschätzt, geriet jedoch aufgrund der national orientierten kroatischen Literaturgeschichtsschreibung bis heute weitgehend in Vergessenheit. Als Sohn einer Kaufmannsfamilie war Ferić einer der wenigen bekannten Ragusaner, die nicht dem Adel angehörten. Aufgrund seiner Sympathie mit der französischen Republik geriet er denn auch mit der Führung der Adelsrepublik in Konflikt.
Ferić besuchte in Dubrovnik (Ragusa) das Collegium Ragusinum, trat 1755 in den Jesuitenorden ein und studierte anschließend am Illyrischen Kolleg in Loreto Theologie und Philosophie. 1762 wurde er in Dubrovnik Diakon und im selben Jahr zum Priester geweiht. Nach der Aufhebung des Jesuitenordens 1773 unterrichtete Ferić lateinische Literatur, Grammatik und Rhetorik am Dubrovniker Gymnasium, dem ehemaligen Jesuitenkolleg. 1791 übernahm er die Leitung des Klosters Sveta Klara, einer Bildungsanstalt für Töchter des ragusanischen Adels. 1808 und 1815 übernahm er weitere Kirchenämter in Dubronik selbst sowie der Dizese Ston.

## Werk
Ferićs Werk ist größtenteils in lateinischer Sprache: Die frühen literarischen Arbeiten entspringen seiner Tätigkeit als Lehrer: es sind lateinische Paraphrasen der zur Schullektüre gehörenden lateinischen Klassiker. Zwischen 1791 und 1803 erschienen Ferićs lateinischsprachige Werke, die ihn über die Grenzen der Republik Ragusa bekannt machten: eine Psalmenparaphrase, Fabeln, mehrere Versepisteln sowie eine in Hexametern verfasste Beschreibung der ragusanischen Küste. Sein Interesse galt zudem der Epigrammatik, Sprichwörtern und Fabeln.
Gegen Ende seines Lebens schrieb Ferić allerdings zunehmend in seiner Muttersprache bzw. setzte sich mit ihr auseinander. Von Ferić stammt die erste umfangreiche südslavische Volksliedsammlung überhaupt, die er allerdings zu Lebzeiten nicht mehr herausgeben konnte. Sie besteht aus 30 epischen und 39 lyrischen Liedern, die er meist in Bosnien sammelte bzw. aufschreiben ließ, sowie 13 Liedern aus der Sammlung von Andrija Kačić Miošić Razgovor ugodni naroda slovinskoga. Alle Lieder liegen im kroatischen Original sowie Ferićs lateinischer Übersetzung vor, wobei Ferić Eingriffe in die kroatische Sprache vornahm mit dem Ziel, Bartol Kašić folgend, eine ikavisch-štokavische Literatursprache zu etablieren. Noch einige Werke Ferićs sind bis heute unediert, so große Sammlungen lateinischer Fabeln und Epigramme. Einige Satiren und Sonette sind verloren.

## Veröffentlichungen
- Paraphrasis psalmorum poetica, Ragusa 1791, Zagreb 1796 und Würzburg 1802
- Georgii Ferrich Rhacusani Fabulae ab illyricis adagiis despumptae, Ragusa 1794
- Ad clarissimum virum Joannem Muller Georgii Ferrich Ragusini Epistola, Ragusa 1798
- Ad clarissimus virum Julium Bajamontium Spalatnesem Georgii Ferrichi Ragusini Epistola, Ragusa 1799
- Ad clarissimum virum Michaelum Denisum Vindelicum Georgii Ferrich Ragusini epistola, Wien 1798, Ragusa 1824
- Periegesis orae Rhacusanae, Ragusa 1803